# Deca-
Deca (viết tắt da) là một tiền tố được viết liền trước một đơn vị đo lường quốc tế để chỉ bội số lớn gấp 10 lần.
Độ lớn này theo tiếng Hy Lạp nghĩa là mười.